# ギョズレメ
ギョズレメ（土: gözleme）は、フラットブレッドに詰め物をしたトルコ料理である。通常は小麦粉と塩と水だけで生地を作るが、酵母を使った生地でもギョズレメを作る事が出来る。バズラマと似ているが、バズラマが脂肪を使わずに調理されるのに対して、ギョズレメの調理にはバターや油が使われる。生地を薄く広げた後、様々なトッピングを詰めて包み、鉄板で焼き上げる。ギョズレメは、スーパーマーケットで売られている包装された手巻きの「ユフカ」と呼ばれる生地を使って作られる場合もある。
生地の中に詰めるフィリングの種類は多く、地域毎に異なるが、食肉、野菜、キノコ、芋、チーズ、卵、旬のハーブ、香辛料等がある。

## 語源
「gözleme」は、「燃え止しの上で焼く」と言う意味のトルコ語「közleme」に由来している。オスマン語のアラビア文字にはkとgの音の区別が無かった為、頭文字の子音がkからgに変化したと考えられる。オスマン語での最古の記録は1477年に遡る。最初に記載されたのはペルシア語をオスマン語で説明した辞典『Lügat-i Halîmî』であり、エヴリヤ・チェレビの旅行記『Seyahatnâme』にも記載されている。

## 歴史
ギョズレメは、初めはコンフォート・フードとして朝食や自家製のおやつに食べられていた。
20世紀後半には、トルコでファーストフードとしての地位を確立した。伝統的な物、現代的な物、多種多様なフィリングのギョズレメがトルコ国内のレストランやカフェ、食堂自動車等で提供されている。

## ギャラリー

ギョズレメ
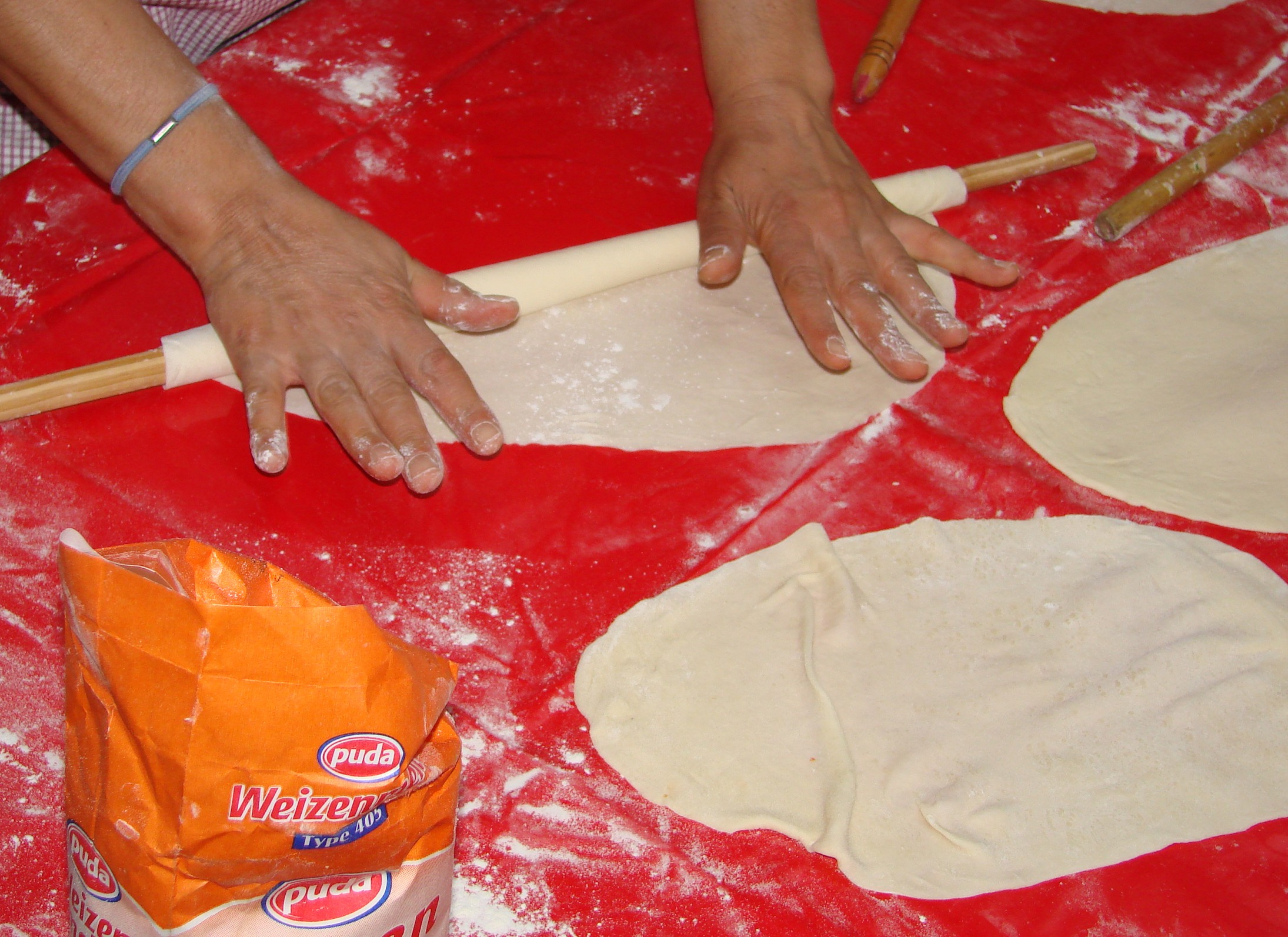
生地を広げる。
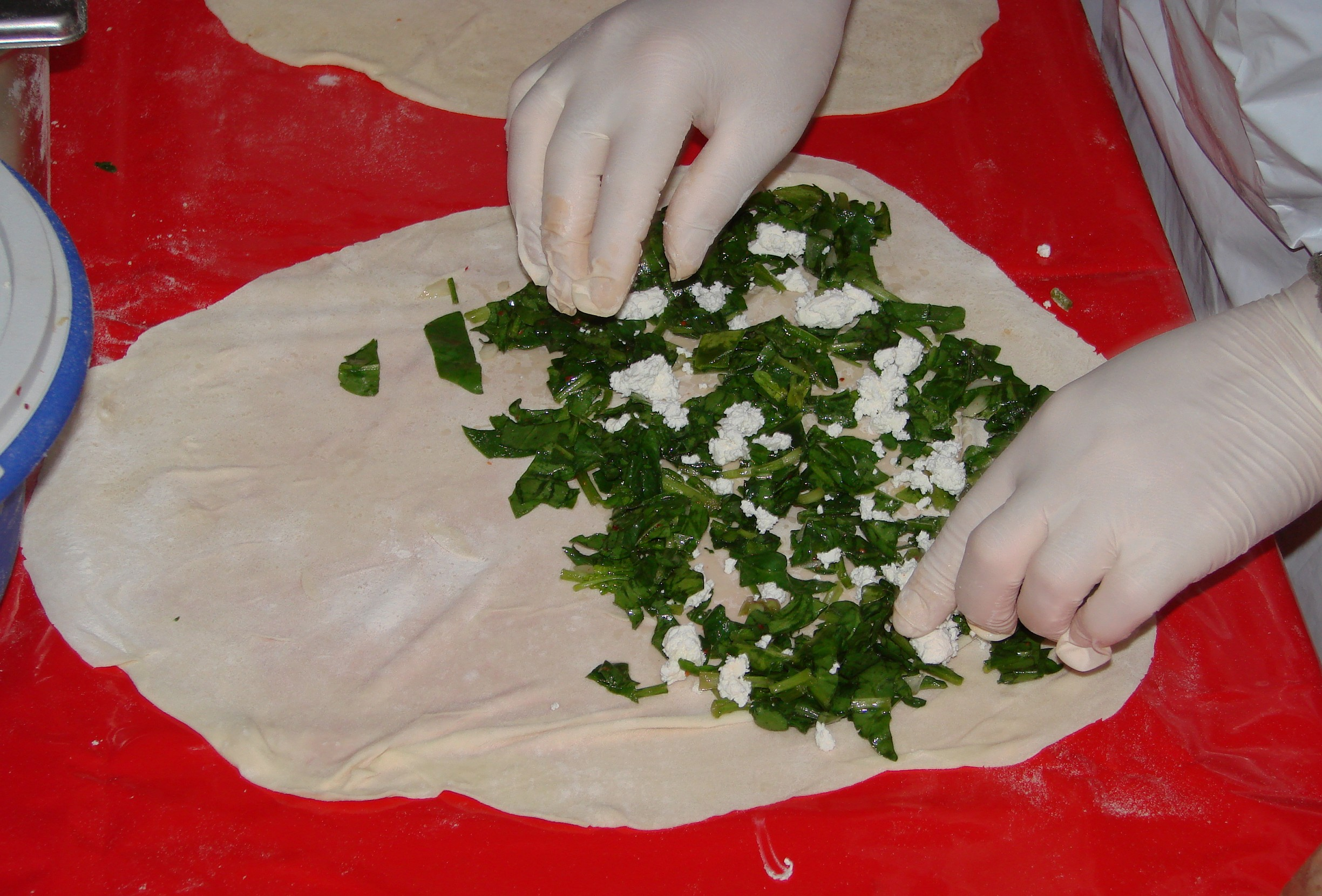
ホウレンソウ、パセリ、ベヤズ・ペイニル（英語版）を使った人気のギョズレメの調理。
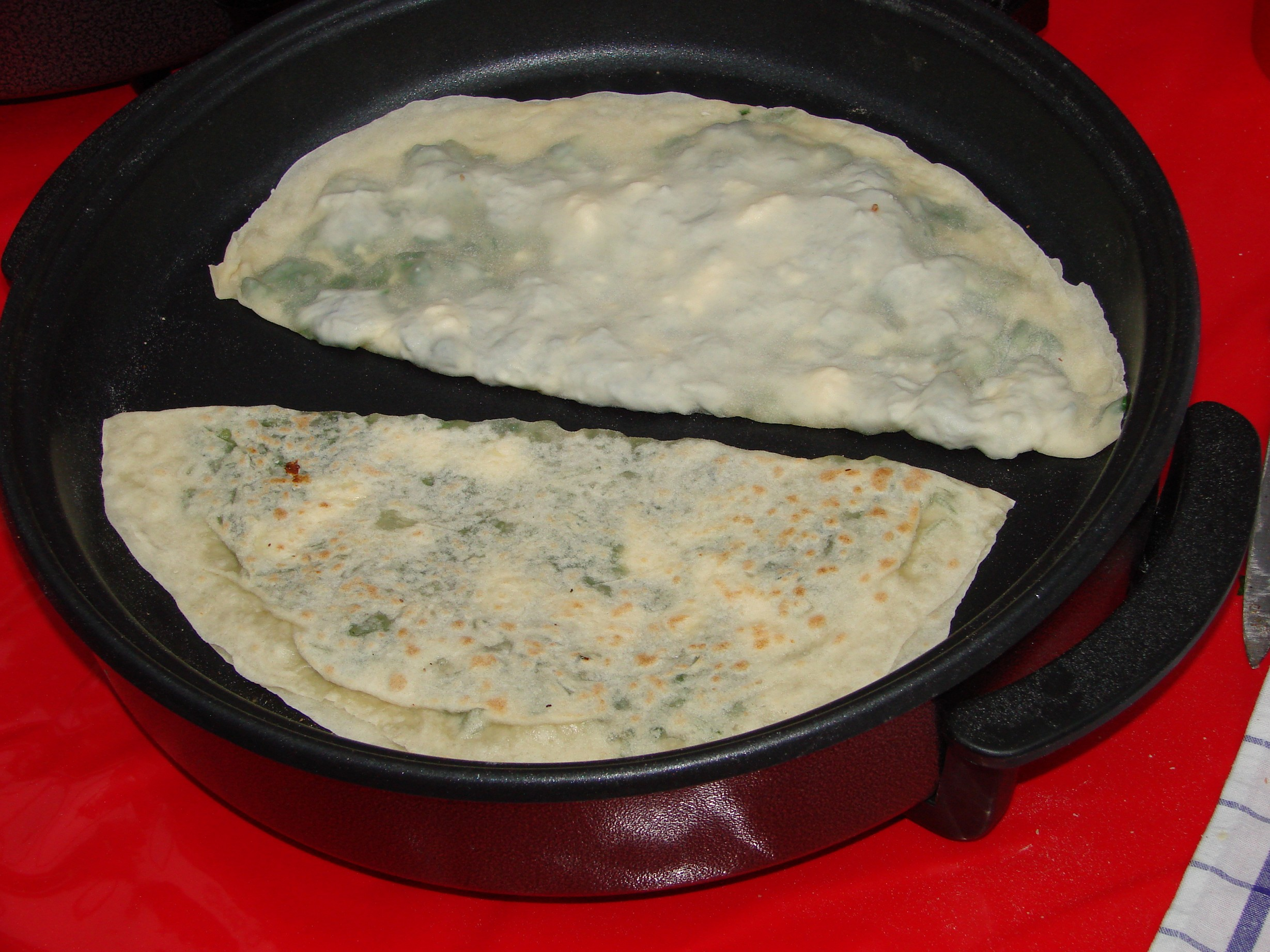
詰め物をして密封したペイストリーを、鉄板で焼いて焦げ目を付ける。
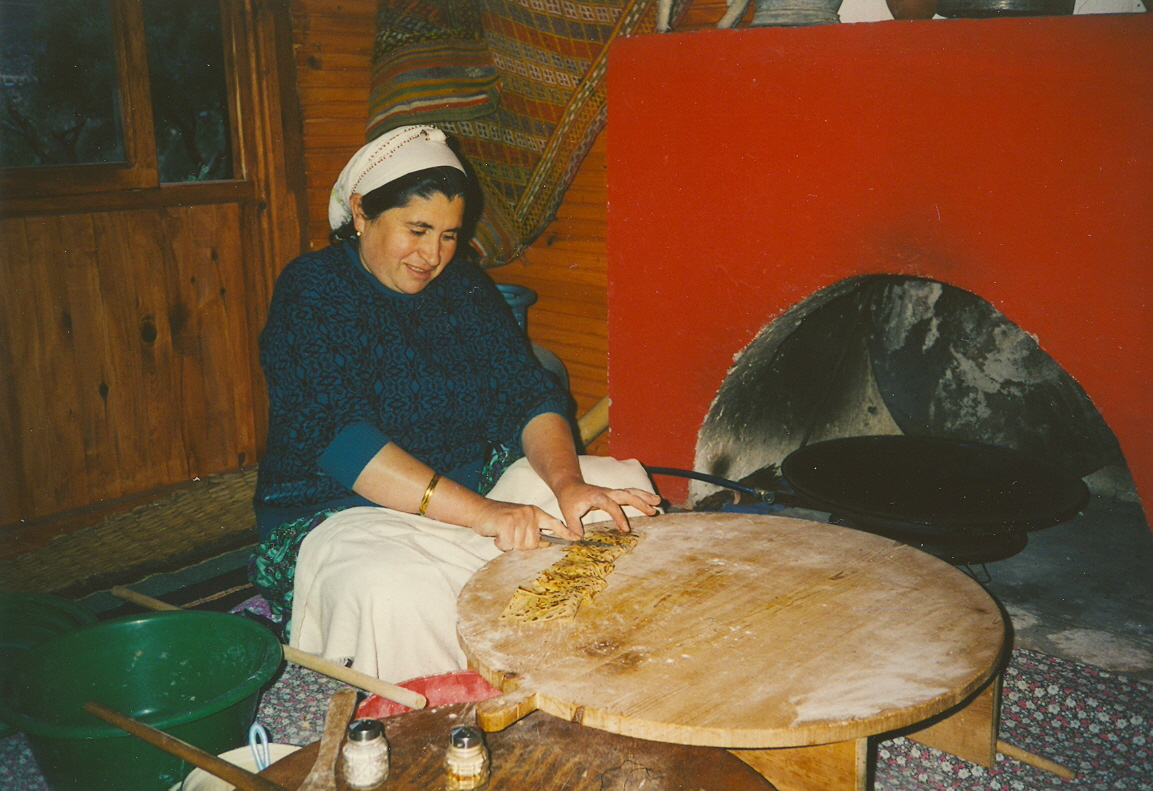
アンタルヤ近郊のレストランにて、テーブルの上でギョズレメを調理する場面。右側の赤いオーブンの中には鉄板が見え、左下にはオクラヴァと呼ばれる細い木の麺棒と生地を作るのに使われる刷毛が見える。最後の盛り付けの準備をする為に、完成したギョズレメをテーブルで切り刻んでいる。
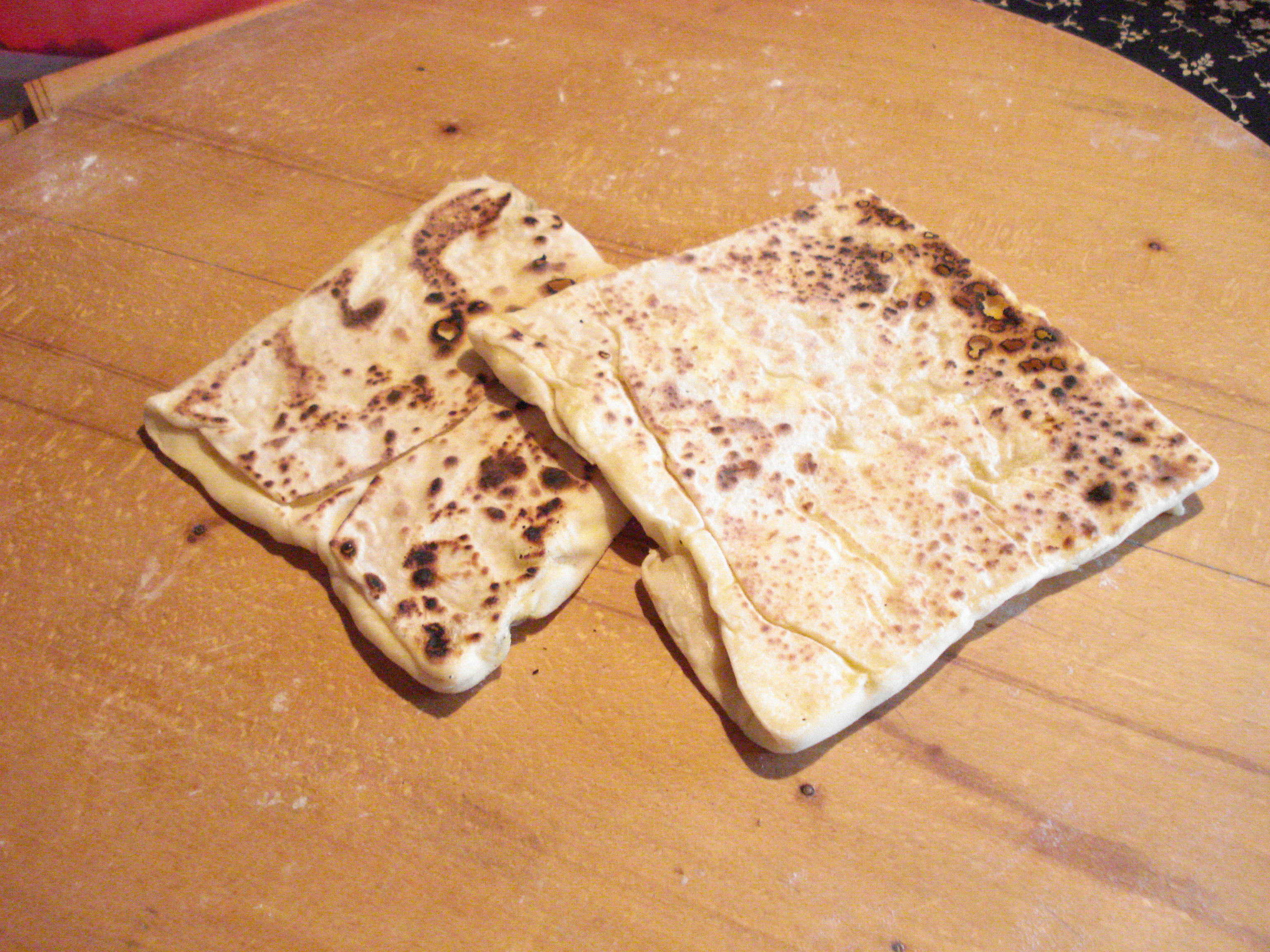
提供する前にテーブルの上に平たく置かれている完成したギョズレメ。
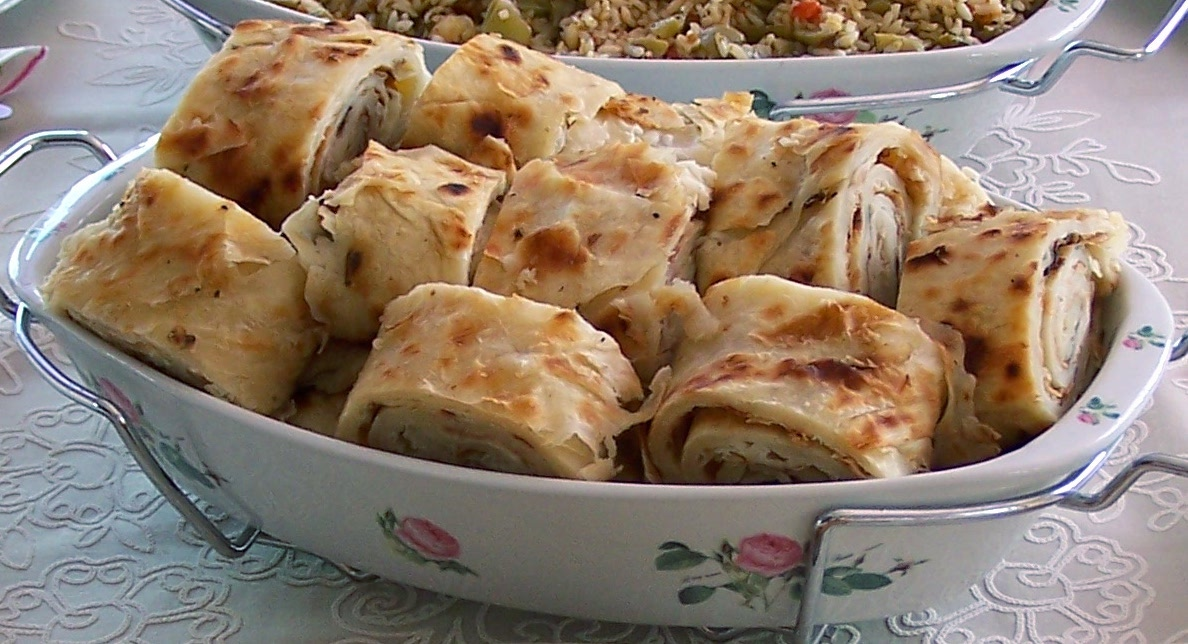
ギョズレメは、皿に平たく盛り付けたり、ラップにしたり、この写真の様にミニロールにして提供する事が出来る。
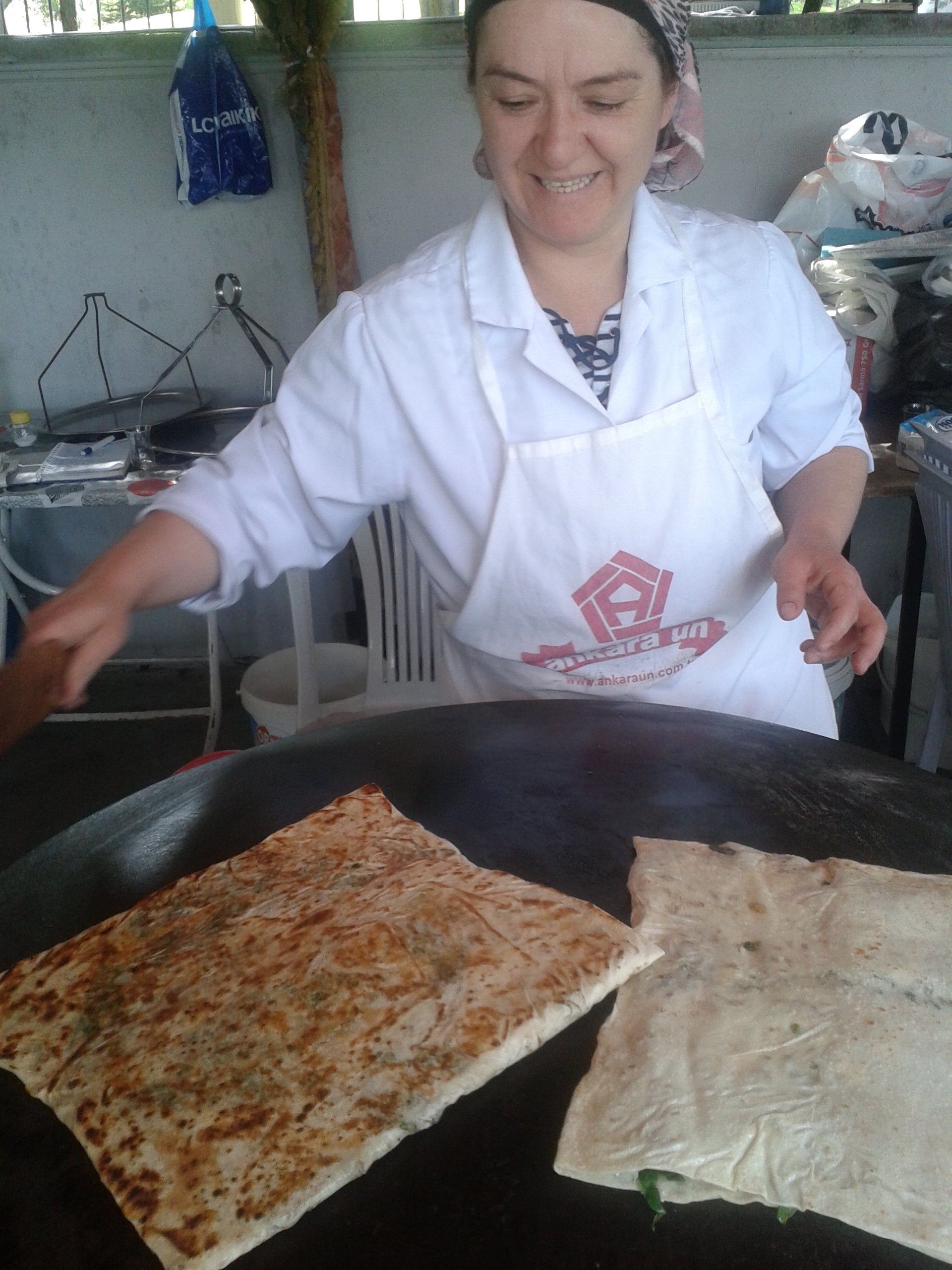
ペイストリーを焼いている様子。